# Sphaerotherium glabrum
Sphaerotherium glabrum är en mångfotingart som beskrevs av Butler 1873. Sphaerotherium glabrum ingår i släktet Sphaerotherium och familjen Sphaerotheriidae. Inga underarter finns listade i Catalogue of Life.